# 若羌县
39°2′35″N 88°10′4″E / 39.04306°N 88.16778°E
若羌县（維吾爾語：چاقىلىق ناھىيىسى‎，拉丁维文：Chaqiliq nahiyisi），旧称“婼羌”，1959年更名为“若羌”，是中国新疆维吾尔自治区巴音郭楞蒙古自治州所辖的一个县。若羌县位于新疆维吾尔自治区东南部，塔里木盆地东部，塔克拉玛干沙漠东南缘，西接且末，北邻尉犁县及鄯善县和哈密市，东与甘肃省、青海省交界，南与西藏自治区接壤。总面积199,222平方公里，是中国县域面积第一大县（约相当于2个浙江省的面积）。全县常住总人口4.5万人，共有维、汉、回等24个民族。县人民政府驻若羌镇，距州府库尔勒444公里，距乌鲁木齐公路里程894公里。是西汉时期西域楼兰国故地。

## 行政区划

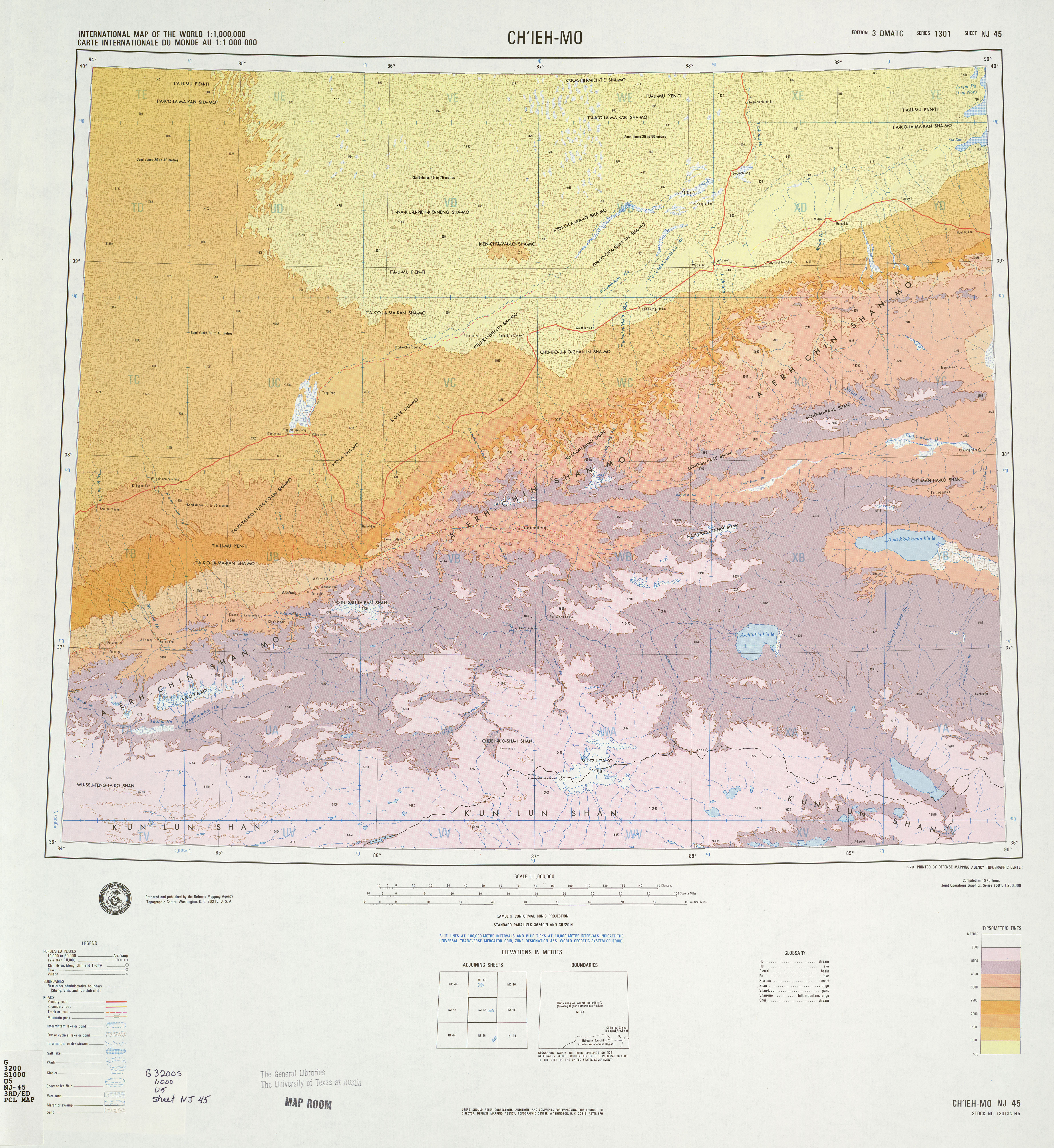
若羌縣南部地圖 (1975年)

若羌县下辖5个镇、3个乡，以及约10万平方公里的县直辖无人区：
若羌镇、依吞布拉克镇、罗布泊镇、瓦石峡镇、铁干里克镇、吾塔木乡、铁木里克乡和祁曼塔格乡。

## 人口
2020年末，根据第七次人口普查数据显示：全县常住人口为43045人。

## 交通
公路
- 218国道終点。
- 315国道过境。
- 571国道（前 313国道）終点。
- 格库铁路和和若铁路设若羌站。

航空
- 若羌楼兰机场

## 相關
- 樓蘭